# Trebelno
Trebelno je naselje in sekundarno središče Občine Mokronog - Trebelno.